# Iwailo Petrow

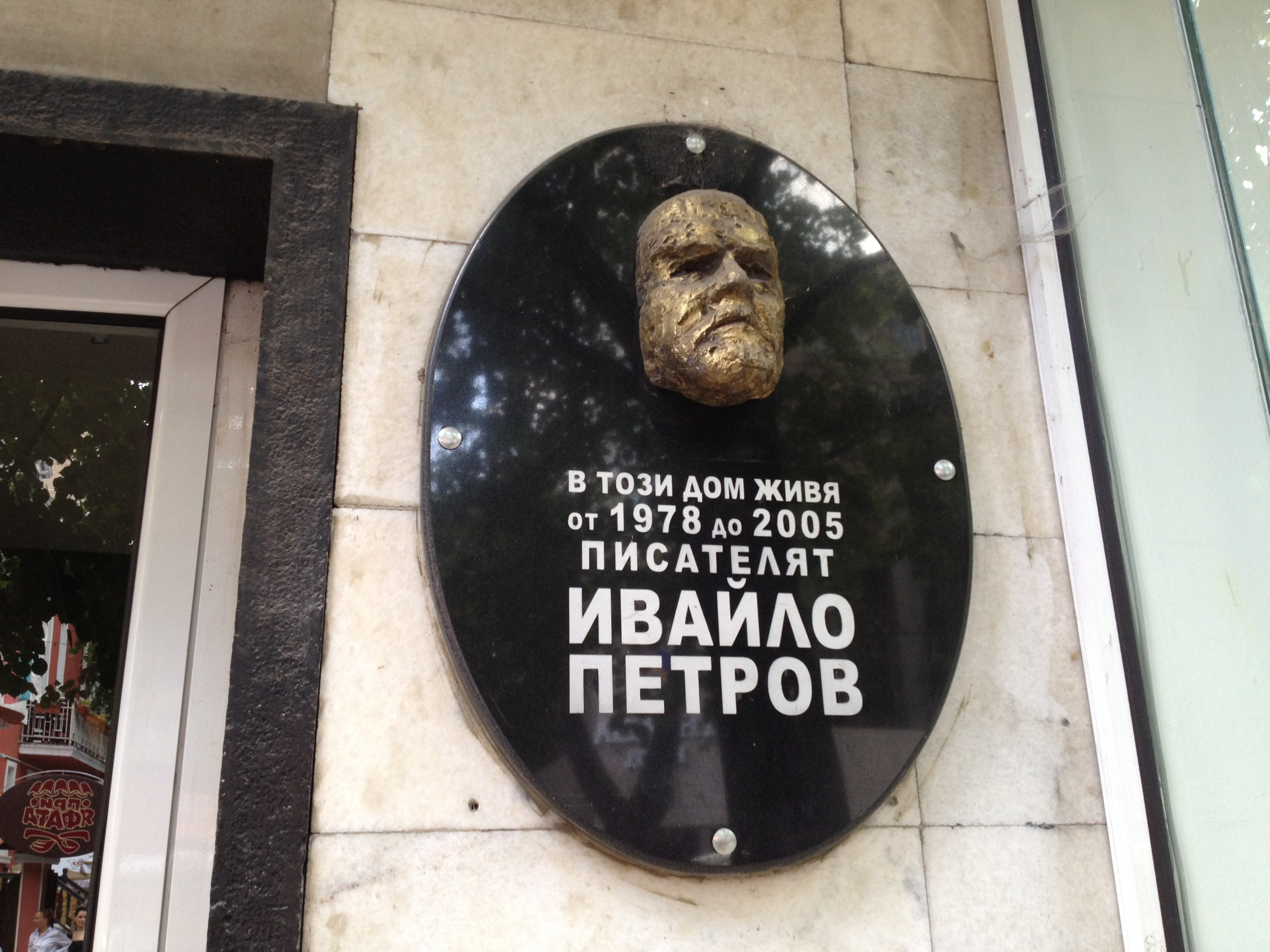
Gedenktafel für Iwailo Petrow an seinem Wohnhaus in Sofia

Iwailo Kjutschukow Petrow (bulgarisch Ивайло Петров; * 19. Januar 1923 in Bdinzi; † 16. April 2005 in Sofia) war ein bulgarischer Schriftsteller und Maler.
Petrow verfasste Romane, in denen er sich insbesondere mit den Verhältnissen im ländlichen Bulgarien auseinandersetzte. Er wurde mit dem Dimitroffpreis ausgezeichnet.

## Werke (Auswahl)
- Nonkas Liebe (deutsch 1962)
- Und wenn ich dich zwingen muss (deutsch 1964)
- Der beste Bürger der Republik (deutsch 1968)
- Bevor ich zur Welt kam ... und danach, 1972 (deutsch 1975)
- Wolfsjagd (deutsch 1989)
- Vor meiner Geburt ... und danach (deutsch 2000)